# Louis de Perreau
Louis de Perreau, sieur de Castillon, de Trémar, de Châtillon, de L'Épinay et de Marchainville, est un grand maître des eaux et forêts de Bretagne, chambellan du roi, valet de chambre d'Éléonore de Habsbourg, chanoine à Liège et ambassadeur de France en Angleterre sous le règne du roi Henri VIII. Il servit à la cour d'Angleterre de novembre 1537 à décembre 1538 et fut remplacé par Charles de Marillac. Son prédécesseur était Antoine de Castelnau.

## famille et vie
Louis de Perreau est le fils de Jean Perreau, seigneur d'Agriez, notaire et secrétaire de François Ier et de Madeleine Laurens. Il épouse le 5 mars 1526 à Angoulême Anne Green de Saint-Marsault dame de La Marzelle, de Pontcorhan et de Treillières fille de Guillaume Green de Saint-Marsault seigneur de Saint-Marsault et de Coulonges et de Hélix de Saint-Martin. Sa première épouse meurt en 1538 et en 1542 il se remarie toujours à Angoulême avec Jacqueline van Reimerswaal fille de Adriaan van Reimerswaal amiral des Flandres et de Jeanne de Glymes dame de Lodijke. De ce mariage il a eu une fille Éléonore de Perreau qui se mariera avec Pierre de Lespinay.[réf. nécessaire]

## Henri VIII et Marie de Guise
Le temps de De Perreau en tant qu'ambassadeur en Angleterre a coïncidé avec la recherche par Henri d'une épouse royale pour remplacer la reine Jane Seymour (décédée en octobre 1537). À l'étude se trouvait Marie de Guise qui épousera Jacques V, veuve de Louis II d'Orléans-Longueville, duc de Longueville. Il fut chargé par le roi d'aller auprès de la cour de France pour demander au nom du roi d'Angleterre sa main, mais elle refusa su le ton de l'ironie, disant qu'elle était grande (1,80 m) mais que son cou n'était pas très grand en référence à Anne Boleyn qu'Henri avait fait décapiter N'ayant pas réussi à obtenir l'alliance, de Perreau décrit ainsi Henri VIII : " J'ai affaire à l'homme le plus dangereux et le plus cruel du monde, car [quand] il est en colère, il n'a plus ni raison ni compréhension".